# 내두좌평
내두좌평(內頭佐平)은 백제의 관직이다.
여섯 좌평 중의 하나로 1품의 관직이다. 재정 관계의 일을 관장했으며, 자색의 관복과 은화로 장식된 관을 착용했다. 《삼국사기》 260년에 좌평직이 설치되었다고 기록하고 있으나, 실제로는 사비성으로의 천도 이후 설치된 것으로 추정된다.

## 같이 보기
- 상좌평
  - 병관좌평
  - 내두좌평
  - 내법좌평
  - 내신좌평
  - 위사좌평
  - 조정좌평